# Weibersbrunn
Weibersbrunn is een plaats in de Duitse deelstaat Beieren, en maakt deel uit van het Landkreis Aschaffenburg.
Weibersbrunn telt 1.977 inwoners.

## Geschiedenis
Weibersbrunn is in 1706 gesticht door de leiding van een spiegelfabriek, die de glasblazerijen in Lohr am Main en Rechtenbach bezat. In 1717 werd in Weibersbrunn een glasfabriek opgezet en in 1746 werd een parochiekerk of een kapel gebouwd.
Alzenau in Unterfranken ·
Bessenbach ·
Blankenbach ·
Dammbach ·
Geiselbach ·
Glattbach ·
Goldbach ·
Großostheim ·
Haibach ·
Heigenbrücken ·
Heimbuchenthal ·
Heinrichsthal ·
Hösbach ·
Johannesberg ·
Kahl am Main ·
Karlstein am Main ·
Kleinkahl ·
Kleinostheim ·
Krombach ·
Laufach ·
Mainaschaff ·
Mespelbrunn ·
Mömbris ·
Rothenbuch ·
Sailauf ·
Schöllkrippen ·
Sommerkahl ·
Stockstadt am Main ·
Waldaschaff ·
Weibersbrunn ·
Westerngrund ·
Wiesen